# Marko Štuhec
Marko Štuhec, slovenski zgodovinar * 29. julij 1959, Maribor.

## Življenje in delo
Leta 1984 je diplomiral iz zgodovine in sociologije na Filozofski fakulteti v Ljubljani. Po diplomi se je na Oddelku za zgodovino iste fakultete zaposlil kot stažist raziskovalec. V letu 1989/90 se je v Parizu kot štipendist francoske vlade izpopolnjeval v historični antropologiji. Magistriral je leta 1993 na Oddelku za zgodovino Filozofske fakultete v Ljubljani, leta 2000 pa prav tam doktoriral s temo Materialna kultura plemstva na Kranjskem v prvi polovici 18. stoletja. 
Od leta 2001 je docent za zgodovino zgodnjega novega veka. Med letoma 2003 in 2005 je bil predstojnik oddelka. Raziskovalno se ukvarja s socialno in kulturno zgodovino slovenskega prostora v 17. in 18. stoletju, zlasti z zgodovino plemstva na Kranjskem. S prispevki je sodeloval na več znanstvenih srečanjih v Sloveniji, na Madžarskem, v ZDA, Veliki Britaniji in Avstriji. 

## Izbrana bibliografija
- Nekaj o družini v Kranju sredi 18. stoletja. V: Zgodovinski časopis 37 (1983), str. 285–294;
- Prebivalstvo Ljubljane v drugi polovici 17. stoletja na podlagi matičnih knjig. V: Kronika 33 (1985), str. 124–136;
- Rdeča postelja, ščurki in solze vdove Prešeren. Ljubljana 1995.
- »Ah, ljubi bog, Kako bi si bil mogel umišljati, da si mi jo bil namenil!« V: Gestrinov zbornik. Ljubljana 1999, str. 203–215
- Two Aspects of Material Culture and Everyday Life of the Nobilities in the Duchy of Carniola at the Beginning of the 18th Century : Reading and Conduct at Table. V: Studia Caroliensia (2004), št. 3–4, str. 225–239
- Iz Lesc v Ljubljano po francosko : o jezikovni rabi kranjskega plemstva v prvi polovici 18. stoletja. V: Zgodovinski časopis 60 (2006), str. 327–344
- Der Krainische Adel in der Zeit von Almanchs Tätigkeit in Krain. V: Almanach and the Painting in the second Half of the 17th Century in Carniola (ur. B. Murovec, M. Breščak, M. Klemenčič). Ljubljana 2006, str. 105–134
- Nachlassinventare des Adels im Herzogtum Krain im 17. Jahrhundert. V: Per saecula ad tempora nostra : sborník prací k šedesátým narozeninám prof. Jaroslava Pánka (ur. Jiří Mikulec, Miloslav Polívka). Praha 2007, zv. 1, str. 328–337
- Reformacijska gibanja v okviru evropskega 16. stoletja. V: Slavica centralis (2008), št. 1, str. 5–20
- Nekatera izhodišča sodobnega zgodovinopisja o reformaciji. V: Vera in hotenja : študije o Primožu Trubarju in njegovem času (ur. Sašo Jerše). Ljubljana 2009, str. 33–44;
- Besede, ravnanja in stvari : kranjsko plemstvo v prvi polovici 18. stoletja. Ljubljana 2009.